# Embelia singalangensis
Embelia singalangensis är en viveväxtart som beskrevs av Rudolph Herman Scheffer. Embelia singalangensis ingår i släktet Embelia och familjen viveväxter. Inga underarter finns listade i Catalogue of Life.